# Frekvensgang
Frekvensgang er den kvantitative måling af output frekvensspektrum af et systems eller enheds respons til en stimulering, og anvendes til karakterisere noget af et systems dynamik. Frekvensgang er et mål af signalstyrke og signalfase, som funktion af frekvensen, i forhold til input.
En simpel måling kan fx laves ved at lade input til et system være en sinusfunktion, med en valgt frekvens. Et lineart system vil som respons give et output med samme frekvens, men typisk med en anden output signalstyrke og signalfase.
Er systemet lineart, vil en fordobling af input signalstyrken som konsekvens give et fordoblet output signalstyrke. Hvis systemet er tidsinvariant, vil frekvensgangen ikke variere med måletidspunktet.